# (300107) 2006 UY285
(300107) 2006 UY285 es un asteroide perteneciente al cinturón de asteroides, descubierto el 28 de octubre de 2006 por el equipo del Spacewatch desde el Observatorio Nacional de Kitt Peak, Arizona, Estados Unidos.

## Designación y nombre
Designado provisionalmente como 2006 UY285.

## Características orbitales
2006 UY285 está situado a una distancia media del Sol de 3,119 ua, pudiendo alejarse hasta 3,260 ua y acercarse hasta 2,979 ua. Su excentricidad es 0,045 y la inclinación orbital 8,997 grados. Emplea 2012,63 días en completar una órbita alrededor del Sol.

## Características físicas
La magnitud absoluta de 2006 UY285 es 15,4.